# Wieża Xlejli
Wieża Xlejli (poprzednio Wieża Shilejli, malt. Torri tax-Xlejli, Torri Xulliela, ang. Xlejli Tower), znana też jako Wieża Bettiny (ang. Bettina Tower) – wieża w Gudja na Malcie. Prawdopodobnie została zbudowana jako wieża strażnicza, ponieważ posiada widok na duży obszar. Jej wiek nie jest znany, może być datowana wstecz do okresu rzymskiego lub wieków średnich, lub ewentualnie została później zrekonstruowana. Wieża znajduje się teraz na gruntach Palazzo Dorell i nie jest dostępna dla ogółu.

## Historia
Data budowy wieży nie jest znana, lecz może ona pochodzić z okresu rzymskiego. Według Louisa de Boisgelin, historyka Zakonu Joannitów, w wieży znaleziona została urna pełna miedzianych rzymskich medali. Wieża ma też okrągły kształt, podobnie jak inne punicko-rzymskie wieże na Malcie.
Najstarsze odniesienia do wieży pochodzą z roku 1570, gdy została ona określona jako wieża obserwacyjna, zbudowana w XII lub XIII wieku. Wieża prawie na pewno została zbudowana jako obserwacyjno-strażnicza, ponieważ posiada widok na południową część Malty, obejmującą obszar od Bengħisy aż po Grand Harbour.
W XVII wieku, w pobliżu wieży zbudowano Palazzo Dorell. Wieża została włączona w posiadłość, stojąc teraz w olbrzymim ogrodzie otoczonym murem. Od tego czasu wieża została zamknięta dla ogółu. Pałac był własnością markizy Bettiny Testaferrata Dorell, która odremontowała wieżę i odnowiła jej wnętrze, wykorzystując do tego kamień i szkło. W związku z tym, wieża zaczęła być znana również jako Wieża Bettiny, od imienia markizy. To ona, w rzeczywistości, nazwała ją Xlejli, co dosłownie znaczy „przyczepiona razem” w starym języku maltańskim.
W czasie II wojny światowej w pobliżu wieży eksplodowała bomba lotnicza, niszcząc pobliski posąg.